# Порт-Колборн

Порт-Колборн в Ніагарському регіоні

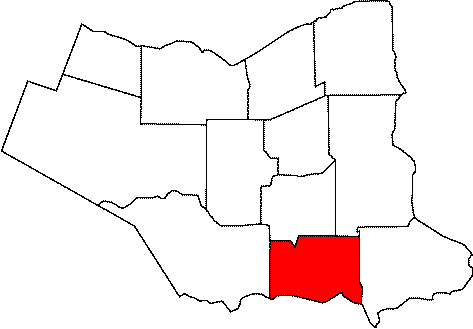
Порт-Колборн

 Порт-Колборн  (англ. Port Colborne) — містечко (123,37 км²) в провінції Онтаріо у Канаді в регіоні Ніагари.
Містечко налічує 18 450 мешканців (2001) (149,55/км²).
Містечко — частина промислового району, прозваного «Золотою підковою»